# Nicolas Bouvier
Nicolas Bouvier (ur. 6 marca 1929 w Lancy, zm. 17 lutego 1998 w Genewie) – szwajcarski podróżnik, fotograf i pisarz tworzący w języku francuskim.
Podróżować - początkowo po Europie - zaczął jako nastolatek, a jego teksty z kolejnych wypraw były publikowane w szwajcarskich gazetach. Studiował literaturę i prawo. Na początku lat 50. wraz z przyjacielem Thierrym Vernetem ruszył w podróż - samochodem - do Azji. Przez Turcję, Iran, Afganistan i Indie dotarł na wyspę Cejlon, gdzie mieszkał przez niemal dwa lata. Pierwsza część wyprawy została opisana w wydanej w 1963 książce Oswajanie świata, pobyt na Cejlonie jest głównym tematem 20 lat późniejszej powieści Ryba-skorpion. Następnie udał się do Japonii. Zafascynowany Azją, a zwłaszcza Japonią, wielokrotnie wracał na ten kontynent. 
Proza Bouviera jest wybitnie autobiograficzna, w kolejnych książkach relacjonuje on swoje podróże. Daleko jej jednak do tradycyjnej literatury podróżniczej - pisarz opisuje nie tylko poznawane kraje i miejscowe zwyczaje, ale odsłania również własne stany psychiczne, chętnie wplatając w relację rozważania filozoficzne.

## Polskie przekłady
- Drogi i manowce: Rozmowy z Irene Lichtenstein-Fall (Routes et déroutes 1997)
- Dziennik z wysp Aran i innych miejsc (Journal d'Aran et d'autres lieux 1990)
- Kronika japońska (Chronique japonaise 1975)
- Oswajanie świata (L'Usage du monde 1963)
- Pustka i pełnia. Zapiski z Japonii 1964-1970 (Le Vide et le Plein. Carnets du Japon, 1964-1970)
- Ryba-skorpion (Le poisson-scorpion 1982)